# Élections sénatoriales françaises de 1959
Les élections sénatoriales de 1959 se déroulent le 26 avril. Leur rôle est d'achever la constitution du premier Parlement de la Ve République. En raison de ce contexte, alors que la chambre haute française est traditionnellement renouvelée de façon partielle, ces élections concernent la totalité des 309 sièges du Sénat, mais ceux-ci sont renouvelés pour des mandats de durée différente.

## Modalités
Le Sénat est élu au suffrage universel indirect, car il représente les collectivités territoriales françaises. Les élections ont lieu dans le cadre départemental — ou assimilé — et concernent exceptionnellement l'ensemble des sénateurs à élire, au nombre de trois cent neuf, pour un mandat de trois, six ou neuf ans, ceci afin de permettre un renouvellement ultérieur par tiers.
Les électeurs sont les députés, conseillers généraux et, essentiellement, les délégués des conseils municipaux, désignés de la façon suivante :

« Les conseils municipaux élisent dans les communes de moins de 9 000 habitants :
Un délégué pour les conseils municipaux de neuf et onze membres ;
Trois délégués pour les conseils municipaux de treize membres ;
Cinq délégués pour les conseils municipaux de dix-sept membres ;
Sept délégués pour les conseils municipaux de vingt et un membres ;
Quinze délégués pour les conseils municipaux de vingt-trois membres.
Dans les communes de 9 000 habitants et plus, ainsi que dans toutes les communes de la Seine, tous les conseillers municipaux sont délégués de droit.
En outre, dans les communes de plus de 30 000 habitants, les conseils municipaux élisent des délégués supplémentaires à raison de 1 pour 1 000 habitants en sus de 30 000. »

### Mode de scrutin
Le mode de scrutin varie en fonction du nombre de sénateurs à élire dans le département. Ainsi, le scrutin plurinominal majoritaire à deux tours est en vigueur dans ceux élisant quatre sénateurs ou moins, tandis que ceux élisant cinq sénateurs ou plus utilisent le scrutin proportionnel plurinominal à un tour, sans panachage ni vote préférentiel, selon la règle de la plus forte moyenne.

## Résultats
Comme lors des élections municipales du mois précédent, une certaine stabilité se retrouve dans la répartition des sièges, qui reste conforme à celle du dernier Conseil de la République de la IVe République, puisque 84 % des sortants sont réélus. La gauche conserve 40 % des sièges et compense partiellement sa déroute des législatives de 1958. Nombre de députés battus aux élections législatives précédentes retrouvent d'ailleurs, à cette occasion, un nouveau mandat : Jacques Duclos, Gaston Defferre, Edgar Faure, François Mitterrand.

## Composition du Sénat après renouvellement

### Sièges par groupe
|                        |                                                                 |        |  |  |  |  |
| Groupes parlementaires | Groupes parlementaires                                          | Sièges |  |  |  |  |
|                        | Groupe des Républicains indépendants (RI)                       | 75     |  |  |  |  |
|                        | Groupe de la Gauche démocratique (GD)                           | 63     |  |  |  |  |
|                        | Groupe socialiste (SOC)                                         | 51     |  |  |  |  |
|                        | Groupe de l'Union pour la nouvelle République (UNR)             | 44     |  |  |  |  |
|                        | Groupe des Républicains populaires (RP)                         | 34     |  |  |  |  |
|                        | Groupe du Centre républicain d'action rurale et sociale (CRARS) | 20     |  |  |  |  |
|                        | Groupe communiste (COM)                                         | 14     |  |  |  |  |
|                        | Non-inscrits                                                    | 6      |  |  |  |  |
|                        |                                                                 |        |  |  |  |  |
| Total                  | Total                                                           | 307    |  |  |  |  |

## Présidence du Sénat
Le 28 avril 1959, les sénateurs élisent Gaston Monnerville (GD) à la présidence du Sénat. Il était auparavant président du Conseil de la République.
| Candidat             | Candidat             | Département d’élection | Parti                | Voix | %     |
| -------------------- | -------------------- | ---------------------- | -------------------- | ---- | ----- |
|                      | Gaston Monnerville   | Lot                    | GD                   | 235  | 92,52 |
|                      | Georges Marrane      | Seine                  | COM                  | 18   | 7,09  |
|                      | Divers               |                        |                      | 1    | 0,39  |
|                      |                      |                        |                      |      |       |
| Votes exprimés       | Votes exprimés       | Votes exprimés         | Votes exprimés       | 254  | 92,03 |
| Votes blancs ou nuls | Votes blancs ou nuls | Votes blancs ou nuls   | Votes blancs ou nuls | 22   | 7,97  |
| Votants              | Votants              | Votants                | Votants              | 276  | 100   |